# Wyścigowe Mistrzostwa Węgier 1960
1960 – sezon wyścigowych mistrzostw Węgier.